# Elaphropus tripunctata
Elaphropus tripunctata är en skalbaggsart som beskrevs av Thomas Say 1824. Elaphropus tripunctata ingår i släktet Elaphropus och familjen jordlöpare. Inga underarter finns listade i Catalogue of Life.